# Suaeda australis
Suaeda australis là loài thực vật có hoa thuộc họ Dền. Loài này được (R. Br.) Moq. miêu tả khoa học đầu tiên năm 1831.